# Ċensu Tabone
Vincent "Ċensu" Tabone, född 30 mars 1913 i Rabat på Gozo, död 14 mars 2012 i St. Julian's, var Maltas president 4 april 1989 – 4 april 1994. Han var Maltas fjärde president.